# Vicente de Dax
Vicente (f. Dax, siglo IV) es considerado el primer obispo de Dax alrededor del siglo IV, venerado como santo por la Iglesia Católica.
La primera mención del culto a Vicente, obispo de Dax, es una nota agregada al manuscrito del Martirologio Geroniano conocido como el manuscrito Wolfenbüttel, fechado en 772, que dice: In Aquis civitate passio sancti Vincentii episcopi et martyris (En la ciudad de Dax la pasión de San Vicente, obispo y mártir). Esta adición es ligeramente posterior a la redacción del manuscrito y, por lo tanto, data del período carolingio.
Antiguos calendarios litúrgicos mozárabes, que datan de mediados del siglo XI, mencionan el martirio de San Vicente junto con su compañero Leto, pero sin indicación de la patria de origen y, para Vicente, sin indicar su episcopado: Sancti Vincenti et Leti et comitum eorum martyrum (Los santos mártires Vincente y Leto y sus compañeros).
Los breviarios de Dax, el más antiguo de los cuales data de la segunda mitad del siglo XIII, relatan una vida legendaria de Vicente y Leto, la Passio seu revelatio sanctii Vincentii martyris et Laeti socii eius, qui passi sunt in Aquensi civitate (Pasión o revelación del santo mártir Vincente y su compañero Leto, que sufrió el martirio en la ciudad de Dax). Este texto no nos permite ubicar con precisión la época en que vivió Vincente. Según Louis Duchesne "rien s'oppose à ce qu'il se place au IV siècle, ou même au V, à ce qu'il soit un épisode de la lutte du christianisme déjà légal contre le paganisme populaire, ou de la civilization romaine contre les envahisseurs barbares" (nada se interpone en el camino de ser colocado en el siglo IV, ni siquiera en el V, un episodio de la lucha del cristianismo ya legal contra el paganismo popular, o de la civilización romana contra los invasores bárbaros).
A partir de algunas biografías recopiladas por falsificadores medievales y de interpretaciones erróneas de los calendarios litúrgicos mozárabes, Baronio insertó a los santos Vicente y Leto como mártires españoles en el Martirologio Romano el 1 de septiembre: "En España, los santos Mártires Vicente y Leto."
El martirologio de hoy, reformado de acuerdo con los decretos del Concilio Vaticano II, ha corregido el error del Baronio y recuerda al único santo obispo con estas palabras: "En Dax en Aquitania, Francia, San Vicente, obispo y mártir".